# RC Brno Bystrc
RC Bystrc – dawny czechosłowacki, a obecnie czeski klub rugby z siedzibą w dzielnicy Brna, Bystrc. Męska drużyna obecnie występuje w czeskiej I lidze.

## Historia
W 1953 r. w związku z reorganizacją sportu w Czechosłowacji ówczesny klub Sokol Zbrojovka Brno został podzielony na dwa: kontynuującego tradycję Spartaka oraz Slavię VŠ Brno – protoplastę RC Bystrc. Już w tym samym roku drużyny te rozegrały swoje pierwsze spotkanie, a dwa lata później rugbyści z Bystrc podejmowali pierwszą zagraniczną drużynę, paryski PUC. Największy sukces klubu to trzecie miejsce w mistrzostwach Czechosłowacji w 1956 r. Od roku 1965 drużyna rozgrywa zagraniczne tournée, podczas których odwiedziła m.in. Bułgarię, Belgię, Francję, Holandię, Jugosławię czy Polskę. W roku 1970 klub rozpoczął budowę własnego boiska, gdyż drużyna rozgrywała wówczas mecze w różnych dzielnicach Brna: Řečkovice, Pisárky, Tuřany i Kníničky, a także poza samym miastem – w Šlapanicach i Troubsku. Nazwane na cześć pioniera czeskiego rugby – Ondřeja Sekory – zostało oddane do użytku w 1976 r. Na pięćdziesiątą rocznicę istnienia klubu drużynie udało dostać się do finału Puchar Czech.

### Historyczne nazwy klubu
- 1953–1959 Slavia VŠ Brno
- 1959–1976 Slavia VŠZ Brno
- 1976–1986 Ingstav Brno
- 1986–1993 Lokomotiva-Ingstav Brno
- od 1993 RC Bystrc